# Calyptomyrmex barak
Calyptomyrmex barak är en myrart som beskrevs av Bolton 1981. Calyptomyrmex barak ingår i släktet Calyptomyrmex och familjen myror. Inga underarter finns listade.